# Polyalthia congesta
Polyalthia congesta este o specie de plante din genul Polyalthia, familia Annonaceae. A fost descrisă pentru prima dată de Henry Nicholas Ridley, și a primit numele actual de la James Sinclair. Conform Catalogue of Life specia Polyalthia congesta nu are subspecii cunoscute.